# Organização Comunista Marxista-Leninista Portuguesa
Organização Comunista Marxista-Leninista Portuguesa (OCMLP), foi uma organização e posteriormente um partido político português, já dissolvido. Foi criada em 1973 da fusão de herdeiros do Comité Marxista-Leninista Português (CMLP), Núcleos O Comunista e o grupo do Porto que publicava o jornal O Grito do Povo.

## História

### A Frente Eleitoral dos Comunistas (marxistas-leninistas)
Em 1975, forma a Frente Eleitoral dos Comunistas (marxistas-leninistas) - FEC(m-l), inscrevendo-se oficialmente como partido, no Supremo Tribunal de Justiça. A sua linha política defendia o combate ao imperialismo norte-americano e ao imperialismo soviético.

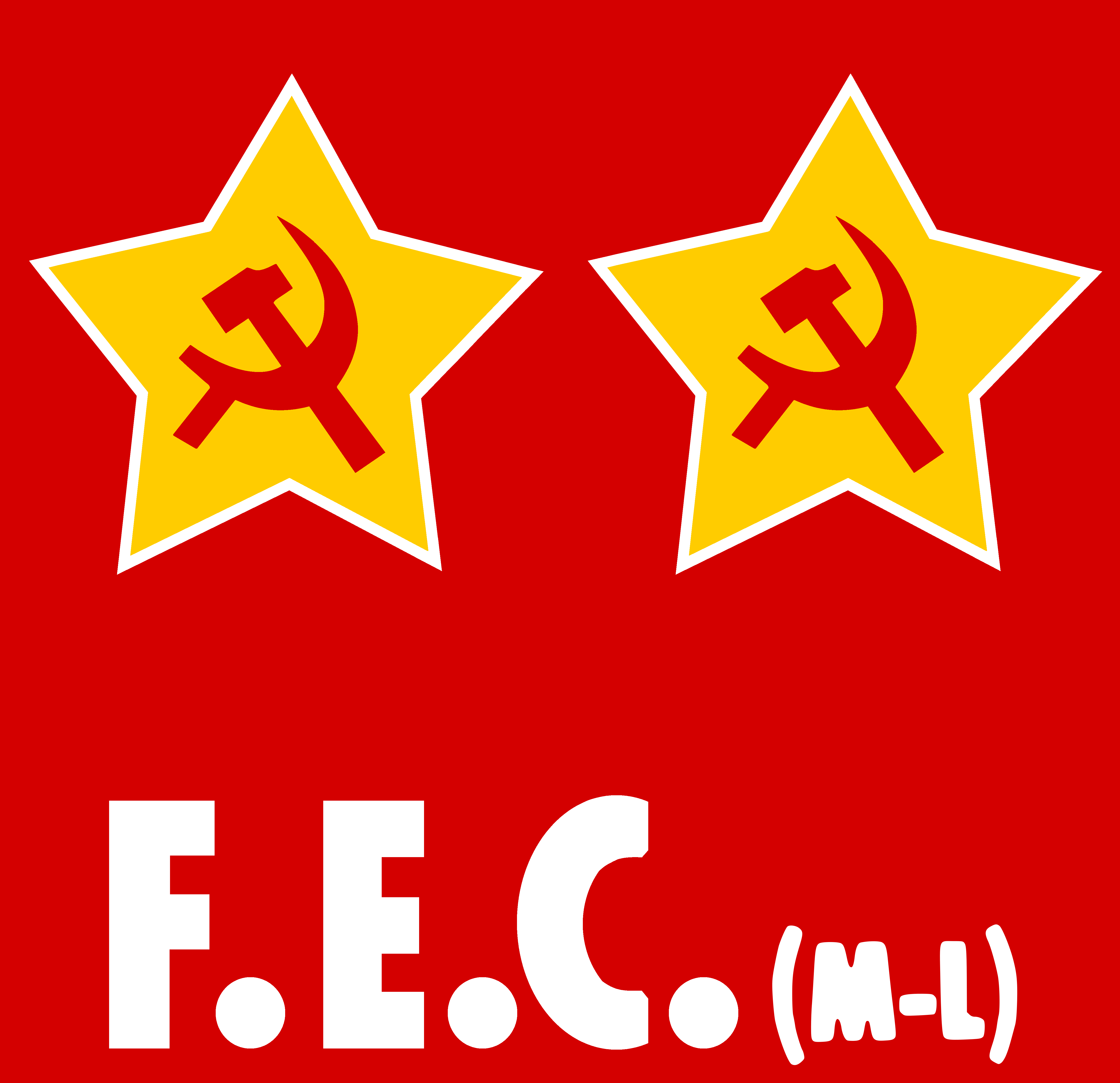
Símbolo da Frente Eleitoral dos Comunista (marxistas-leninistas)

### A Organização Comunista Marxista-Leninista Portuguesa
Em 1976, altera a sua designação e sigla para Organização Comunista Marxista-Leninista Portuguesa (OCMLP), e ainda nesse ano, une-se ao Comité Marxista-Leninista Português (CMLP) e à  Organização para a Reconstrução do Partido Comunista (marxista-leninista) (ORPC(ML) e fundam o PC(R). Pouco antes da fusão, a OCMLP tinha passado por um processo de cisão a maioria com forte base no Porto, passou com os planos de fusão para o PC(R), uma minoria, que manteve uma forte ênfase na questão da luta contra o fascismo social, recusou a fusão e continuou uma existência separada, continuando a sua ação e a concorrer a eleições até 1983.
Em 1988, o Tribunal Constitucional anota a dissolução da OCMLP, conforme havia sido deliberado no seu V Congresso Nacional.

### Resultados eleitorais do partido
| 1975 | FEC(m-l) | Constituinte | 33 185 | 0,58% | - |
| 1979 | OCMLP    | Legislativas | 3 433  | 0,06% | - |
| 1980 | OCMLP    | Legislativas | 3 913  | 0,06% | - |
| 1982 | OCMLP    | Autárquicas  | 1 388  | 0,03% | - |
| 1983 | OCMLP    | Legislativas | 6 113  | 0,11% | - |

(fonte: Comissão Nacional de Eleições)